# Вест, Андреас
Андреас Бенгт Йимми Вест (швед. Andreas Westh; род. 22 мая 1977 года) — шведский игрок в хоккей с мячом.

## Карьера
Основную часть профессиональной карьеры (1994—2003 и 2006— н.в.) провёл в «Болльнес».
Три сезона (2003—2006) провёл в «Сандвикене». Трёхкратный чемпион Швеции (2005, 2010, 2011).
Участник нескольких чемпионатов мира. Трёхкратный чемпион мира (2009, 2010, 2012). В 2018 году заявил о завершении игровой карьеры в сборной Швеции.